# Theodor Geiger
Theodor Julius Geiger (* 9. November 1891 in München; † 16. Juni 1952 auf See zwischen Kanada und Dänemark) war ein dänischer Soziologe deutscher Herkunft. Er lehrte nach seiner Emigration an der Universität Aarhus und war der erste Professor für Soziologie in Dänemark. Geiger wird zu den „Klassikern der Soziologie“ gezählt und gilt als Begründer der Schichtungssoziologie.

## Leben
Theodor Geiger wurde 1891 in München als Sohn des Gymnasialdirektors Karl Geiger und dessen Ehefrau Philippine, geb. Unrein, geboren. Er wuchs in Landshut auf, wo er auch sein Abitur ablegte. Ab 1910 studierte er Rechts- und Staatswissenschaften in München, später in Würzburg.
Am Ersten Weltkrieg nahm er als Freiwilliger teil und war von August 1914 bis Dezember 1918 Soldat. Geiger wurde überwiegend an der Ostfront eingesetzt, wo er eine Kriegsverletzung erlitt. Während des Krieges arbeitete er an einer juristischen Dissertation zum Thema Strafvollzug (Die Schutzaufsicht). Noch als Soldat wurde er 1918 von der Universität Würzburg zum Doktor der Rechtswissenschaft promoviert.
Anschließend arbeitete er bis 1920 als wissenschaftlicher Mitarbeiter beim Statistischen Landesamt in München, danach verlegte er seinen Wohnsitz nach Berlin, wo er Mitglied der SPD wurde. Anfangs arbeitete er in Berlin beim Zeitungsauswertungsdienst Die fremde Presse. Ebenfalls betreute er die Informationsschriften der damals neuen Volkshochschule von Groß-Berlin, wo er später als Dozent und ab 1924 als Geschäftsführer wirkte. Er baute diese Arbeiterhochschule zu einer der vorbildlichsten Volkshochschulen des Landes aus.
Geiger lehrte ab 1924 an der Technischen Hochschule Braunschweig, 1929 wurde er dort ordentlicher Professor der Soziologie, zu jener Zeit die erste sozialwissenschaftliche Professur dieser Hochschule. Sein Nachfolger an der Volkshochschule Groß-Berlin war 1929 der Schulreformer Erwin Marquardt.
Zum Dekan gewählt, beteiligte sich Geiger 1932 am erfolgreichen Widerstand der TU Braunschweig gegen den Versuch von Dietrich Klagges, NSDAP-Mitglied und seit 1931 Staatsminister für Inneres und Volksbildung des Freistaates Braunschweig, Adolf Hitler eine Professur für „Organische Gesellschaftslehre und Politik“ zu verschaffen, was dessen Einbürgerung erheblich erleichtert hätte.
Bahnbrechend wurden Geigers Studien zur sozialen Schichtung der späten Weimarer Republik. In seinem 1932 veröffentlichten Buch Die soziale Schichtung des deutschen Volkes befasste er sich neben umfangreichen Studien zur sozialen Schichtung auch mit wahlsoziologischen Forschungen zum Nationalsozialismus und prangerte dabei den „furchtbaren und primitiven Naturalismus der Blutromantik“, der „den Geist schlechthin“ bedroht, an. Nach der Machtübergabe an Hitler emigrierte Geiger und kam so der staatlich angeordneten Entlassung zuvor. Im Jahr seiner Emigration erschien seine Schrift Erbpflege, in der er rassenhygienische Positionen vertrat und Fortpflanzungssperren für Ballastexistenzen sowie die Einführung eines Rassenamtes forderte.
Bis 1943 lebte er in Dänemark und nahm die dänische Staatsbürgerschaft an. Geiger sprach Dänisch, Englisch, Französisch, Norwegisch und Schwedisch, sein Interesse für Skandinavien setzte bereits in seiner Jugend ein. Schon in Deutschland hatte er Fachliteratur aus skandinavischen Sprachen übersetzt, vor allem ethnologische Studien, u. a. von Sven Hedin und Fridtjof Nansen.
Geigers akademische Karriere in Dänemark wurde von der Rockefeller Foundation gefördert. Er arbeitete zunächst am „Instituttet for Historie og Samfundsøkonomi“ der Universität Kopenhagen und gab auch Gastvorlesungen an der dortigen Universität. Von 1938 bis 1940 lehrte er als Professor an der Universität Aarhus Soziologie, womit er zum ersten Soziologen an einer dänischen Hochschule wurde. 1938 hatte er Eline Marie Nicolaysen geheiratet. Nach der deutschen Besatzung Dänemarks befand sich Geiger wieder auf der Flucht, ab 1943 lebte er im neutralen Schweden. Er hielt Gastvorlesungen an den Universitäten von Stockholm, Uppsala und Lund. Nach Kriegsende kehrte Theodor Geiger umgehend nach Aarhus zurück und führte seine Lehrtätigkeit weiter; 1945 gründete er das Universitätsinstitut für Gesellschaftsforschung, auch dies ein Novum im damaligen Skandinavien.
Von 1948 bis 1952 gab der Sozialwissenschaftler gemeinsam mit Torgny Torgnysson Segerstedt, Veli Verkko und Johan Vogt die Nordiske Studier i Sociologie (Nordische Soziologische Studien) heraus. 1949 war er Mitbegründer der International Sociological Association (ISA). Seit 1949 war er korrespondierendes Mitglied der Braunschweigischen Wissenschaftlichen Gesellschaft.
Theodor Geiger hielt in den Jahren 1951 und 1952 Gastvorlesungen in Toronto, um dort das Fach Soziologie einzurichten. Auf dem Rückweg nach Dänemark verstarb er auf See an Bord des niederländischen Dampfschiffs Waterman.

## Nachlass
Geigers Schriften befinden sich heute im „Theodor Geiger Archiv“ der TU Braunschweig.

## Werk
Theodor Geiger gilt als einer der Begründer des Konzeptes der sozialen Schichtung (Stratifikation), das sich für die Analyse gesellschaftlicher Strukturen durchgesetzt hat. Sein Werk zur „sozialen Schichtung des deutschen Volkes“ von 1932 wird in diesem Zusammenhang bis heute immer wieder zitiert.
Theodor Geigers Ansatz zufolge kann die Gesellschaft in zahlreiche soziale Schichten und Gruppen eingeteilt werden; dabei spielen Eigenschaften wie die Art des Berufs, der Bildung, des Elternhauses, des Lebensstandards, des Äußeren/ der Kleidung sowie Macht, Konfession, ethnische Abstammung, politische Einstellung und Mitgliedschaft in Vereinen/ Organisationen eine Rolle. Die soziale Lage ist Resultante vieler Komponenten. Der Soziologe muss daher in den von ihm verwendeten Schichtungsmodellen auch stets eine Reduktion der tatsächlichen Vielfalt vornehmen, sein Modell kann nie völlig der sozialen Realität entsprechen. Gerade deshalb sollte es aber möglichst mehr- bzw. vieldimensional messen und die jeweils adäquate Gewichtung der einzelnen Faktoren berücksichtigen. Das Schichtungskonzept ist eng mit Untersuchungen zur sozialen Mobilität verbunden, dient ferner als wichtiges Analyseinstrument von Industriegesellschaften. Das Schichtkonzept umgreift allerdings auch die traditionelleren Stände- oder Kastengesellschaften. Geiger sah zwischen diesen Kategorien auch nicht so strenge typologische Trennungen wie etwa Max Weber. Vom Grad der sozialen Durchlässigkeit her muss sich beispielsweise eine in Auflösung begriffene Kasten- oder Ständegesellschaft nicht grundsätzlich von einer gut etablierten, geschichteten Industriegesellschaft unterscheiden.
Theodor Geiger unterschied die Schicht als objektiven sozialen Typus vom subjektiven Schichtbewusstsein (bzw. die „Haltung“) der jeweiligen Gruppenangehörigen. Beides steht in keinem festen deterministischen Verhältnis zueinander. Der Soziologe warnte vor einer Schichtdefinition, die von vornherein beide Aspekte vermischt. Sehr wohl könne man aber konstatierte soziale Lagen auf Korrelationen mit bestimmten Formen des Schichtbewusstseins hin untersuchen.
Dem Marxismus stand Geiger zeitweise durchaus nahe, in seinen späteren Jahren lehnte er Karl Marx’ Konzept des Klassenkampfes allerdings als erfahrungswissenschaftlich irrelevante Gesellschaftsmetaphysik und Geschichtsphilosophie ab. Dass sich geänderte „Daseinbedingungen“ (auch wirtschaftliche) auf sozialen Status und subjektive Haltungen auswirken können, bestritt er nicht.
Ebenso widersprach Theodor Geiger der Auffassung der gegenwärtigen Sozialstruktur als einer „atomisierten Gesellschaft“, für deren Mitglieder Schichtunterschiede keine Rolle mehr spielten. Auch „Gesellschaftsorganikern“ und „romantischen Sozialphilosophen“ die von der Volksgemeinschaft träumen, erteilte Geiger eine Abfuhr.
Außerdem veröffentlichte Geiger Arbeiten zur Erwachsenenbildung, Rechtssoziologie, Stadtsoziologie sowie zur Methodologie empirischer Sozialforschung. Sein positivistisch orientierter Ansatz der Ideologiekritik und zur Wissenssoziologie wurde vom Kritischen Rationalismus aufgegriffen und kritisch erweitert.
Charakteristisches Merkmal für Geigers Rechtssoziologie ist der sogenannte Wertnihilismus. Theodor Geiger entwickelte den Wertnihilismus, der in der sogenannten Uppsala-Schule um Axel Hägerström begründet wurde, fort. Im Gegensatz zur Vilhelm Lundsted (1882–1955) oder Alf Ross (1899–1979), die einen theoretischen Wertnihilismus vertraten, sprach sich Geiger für einen praktischen Wertnihilismus aus. Für Geiger ist ein praktischer Wertnihilist jemand, der kein Werturteil abgibt. Er geht von der erkenntnistheoretischen Illegitimität aus und fordert daher, auf Werturteile prinzipiell zu verzichten.
Ende der 1920er Jahre übersetzte Theodor Geiger zwei politikgeschichtlich wichtige Bücher von Fridtjof Nansen (1921–1927 Kommissar für Flüchtlingsfragen beim Völkerbund, 1922 Friedensnobelpreis) aus dem Norwegischen ins Deutsche: Betrogenes Volk. Eine Studienreise durch Georgien und Armenien als Oberkommissar des Völkerbundes (F. A. Brockhaus, 1928) und Durch den Kaukasus zur Wolga (F. A. Brockhaus, 1930).
Theodor Geiger bemühte sich zudem um eine Erweiterung der Humansoziologie um eine Tiersoziologie. Dies möchte er, wie er in seinem bereits 1927 verfassten und 1931 veröffentlichten Aufsatz Das Tier als geselliges Subjekt darlegt, über einen transdisziplinären Ansatz erreichen, der Methoden und Erkenntnisse aus Biologie und Soziologie bei einer Betrachtung und Analyse von Gesellschaft gleichermaßen berücksichtigt. Sein Plädoyer hat zum Ziel, dem verengten Blickwinkel beider Disziplinen entgegenzuwirken, der seiner Ansicht nach durch die strikte Aufteilung der Forschungsgegenstände der Disziplinen entstehe:
Doch darf es nicht dahin kommen, daß die Gesellschaftslehre – und diese Gefahr zeigt sich schon – […] die Frage nach einem tierischen Gemeinschaftsleben als etwas ihre Kreise Störendes von sich schiebt und so eine neue Scheidewand zwischen den Welten des Menschen und des Tieres errichtet wird, kaum niedriger als die seinerzeit von christlicher Theologie getürmte.
Diese klare Aufteilung der Forschungsgegenstände von Biologie und Soziologie sei wiederum mit der Annahme einer starren Mensch-Tier-Grenze verbunden, während für Geiger „Mensch und Tier zusammen[gehören]“.
Nach wie vor richtungsweisend könnte dieser Forschungshinweis Theodor Geigers sein:
Die Soziologie kann sich nicht mit dem bloßen Registrieren menschlicher Handlungsweisen begnügen, sondern muß auch versuchen, die ihnen zugrundeliegenden subjektiven Prozesse aufzudecken und zu beschreiben.

## Schriften
- Die Schutzaufsicht. 1919.
- Das uneheliche Kind und seine Mutter im Recht des neuen Staates. Ein Versuch auf der Basis kritischer Rechtsvergleichung. 1920.
- Die Masse und ihre Aktion. Ein Beitrag zur Soziologie der Revolutionen. 1926.
- Die Gestalten der Gesellung. 1928.
- Führen und Folgen. 1928.
- (Hrsg.): Das Recht der Volks-, Mittel- und Berufsschulen im Freistaat Braunschweig. 1930.
- Das Tier als geselliges Subjekt. In: Forschungen zur Völkerpsychologie und Soziologie. 10, S. 283–307, 1931.
- Allgemeine Soziologie. Merksätze zu den Vorlesungen. Manuskript-Druck, 1931.
- Die soziale Schichtung des deutschen Volkes. Soziographischer Versuch auf statistischer Grundlage, Stuttgart: Enke, 1932.
  - [Rez.] Ferdinand Tönnies In: Soziologische Gegenwartsfragen. Heft 1, Enke, Stuttgart 1932 (Krit. ed. in: Ferdinand Tönnies Gesamtausgabe. Band 22, Berlin/New York 1998, S. 498–502).
- Soziologische Kritik der eugenischen Bewegung. 1933.
- Erbpflege. Grundlagen, Planung, Grenzen. Enke, Stuttgart 1934 (im Handel seit 1933).
- Samfund og arvelighed. En sociologisk undersøgelse. 1935.
- Sociologi. 1935.
- Sociologi. Grundrids og Hovedproblemer. Nyt Nordisk Forlag, København 1939.
- Konkurrence. En sociologisk analyse. Munksgaard, København 1941.
- Kritik af reklamen. Nyt Nordisk Forlag, København 1943.
- Debat med Uppsala om moral og ret. Munksgaard, København 1946.
- Ranulf contra Geiger. Et angreb og et offensivt forsvar. Nyt Nordisk Forlag, København 1946.
- Vorstudien zu einer Soziologie des Rechts. 1947.
- Klassesamfundet i støbegryden. 1948.
- Aufgaben und Stellung der Intelligenz in der Gesellschaft, Ferdinand Enke Verlag, Stuttgart 1949.
- (Hrsg.): Nordiske Studier i Sociologi – Scandinavian studies in sociology. 1948–1951.
- mit Torben Agersnap: De danske studenters sociale oprindelse. 1950.
- Den danske intelligens fra reformationen til nutiden. En studie i empirisk kultursociologi. The Danish intelligentsia from the Reformation to the present time. 1949.
- mit Torben Agersnap: De danske studenters sociale oprindelse. 1950.
- Soziale Umschichtungen in einer dänischen Mittelstadt. [= Aarhus], 1951.
- Mobilité sociale dans les sociétés européennes de notre temps. Problèmes de population. 1951.
- Fortidens moral og fremtidens. 1952.
- Ideologie und Wahrheit. Eine soziologische Kritik des Denkens. 1953.
- Die Gesellschaft zwischen Pathos und Nüchternheit. 1960.
- Arbeiten zur Soziologie. Methode – Moderne Großgesellschaft – Rechtssoziologie – Ideologiekritik. Ausgewählt und eingeleitet von Paul Trappe, 1962.
- Demokratie ohne Dogma. Szczesny, München 1963.[13]
- Erwachsenenbildung aus Distanz und Verpflichtung. zusammengestellt und herausgegeben von Johannes Weinberg, 1984

als Übersetzer
- Christian Leden: Über Kirwatins Eisfelder. Drei Jahre unter kanadischen Eskimos. Mit 70 Abbildungen, 1 Karte. Aus dem Niederländischen von Theodor Geiger. Brockhaus, Leipzig 1927 (Drie jaar onder de Canadeesche eskimo's. Amsterdam 1927).
- Salomon August Andrée: Dem Pol entgegen. Mit 122 Abbildungen, 5 Karten. F. A. Brockhaus, Leipzig 1930 (Med Örnen mod Polen. Stockholm 1930).

Eine auf 31 Bände angelegte Theodor Geiger Gesamtausgabe (TGG) wird von Klaus Rodax herausgegeben. Bislang (Stand März 2012) sind fünf Bände erschienen.

## Einzelbelege
1. ↑  So hier: Uni Graz – 50 Klassiker der Soziologie – Biografie: Theodor Geiger
2. ↑  Tilman Allert: Das Unheil kommen sehen. Eine wichtige Stimme im Angesicht einer verbreiteten Reichsbürgerstimmung: Der Soziologe Theodor Geiger. In: Frankfurter Allgemeine Zeitung, 29. Dezember 2022, S. 6.
3. ↑  Vgl. Geiger, Theodor: Die soziale Schichtung des deutschen Volkes. Stuttgart 1932, S. 115 und Geißler, Rainer: Die Schichtungssoziologie Theodor Geigers. In: Kölner Zeitschrift für Soziologie und Sozialpsychologie. Vol. 37 (1985), Nr. 2.
4. ↑  Vgl. Carsten Klingemann: Heimatsoziologie oder Ordnungsinstrument? Fachgeschichtliche Aspekte der Soziologie zwischen 1933 und 1945. In: Rainer Lepsius [Hg.]: Soziologie in Deutschland und Österreich 1918 – 1945. Materialien zur Entwicklung, Emigration und Wirkungsgeschichte, Opladen 1981, Seite 280, sowie Hans-Christian Harten/ Uwe Neirich/ Matthias Schwerdent: Rassenhygiene als Erziehungsideologie des Dritten Reichs. Bio-bibliographisches Handbuch, Berlin: Akademie-Verlag, 2006, S. 325 (auch Anmerkung 648). Hier wird vermutet, dass Geiger eine solche Schrift aus opportunistischen Gründen veröffentlichte.
5. ↑  Seine deutsche Staatsbürgerschaft legte er jedoch erst 1948, nach mehreren Deutschland-Besuchen, ab. Vgl. Wolfram Burisch: Das Elend des Exils. Theodor Geiger und die Soziologie, Hamburg 1995, S. 29.
6. ↑  ...haber pasado el año académico 1951/1952 en la Universidad de Toronto como profesor visitante para impartir clases de Sociología, Quelle, Universität Kastilien-La Mancha
7. ↑  Ulrich Arens: Das Ideologieproblem bei Theodor Geiger. Diss. Siegen 1992
8. ↑  Folke Werner: Vom Wert der Werte. Die Tauglichkeit des Wertbegriffs als Orientierung gebende Kategorie menschlicher Lebensführung, Eine Studie aus evangelischer Perspektive, S. 88 ff., Lit-Verlag, 2002, ISBN 3-8258-5594-5
9. ↑  Theodor Geiger (1931): Das Tier als geselliges Subjekt. In: Forschungen zur Völkerpsychologie und Soziologie. Band X, 1. Halbband: Arbeiten zur biologischen Grundlegung der Soziologie. C. L. Hirschfeld, Leipzig, S. 292.
10. ↑  Theodor Geiger (1931): Das Tier als geselliges Subjekt. In: Forschungen zur Völkerpsychologie und Soziologie. Band X, 1. Halbband: Arbeiten zur biologischen Grundlegung der Soziologie. C. L. Hirschfeld, Leipzig, S. 283.
11. ↑  Theodor Geiger (1931): Das Tier als geselliges Subjekt. In: Forschungen zur Völkerpsychologie und Soziologie. Band X, 1. Halbband: Arbeiten zur biologischen Grundlegung der Soziologie. C. L. Hirschfeld, Leipzig, S. 284.
12. ↑  Über Soziometrik und ihre Grenzen. In: Kölner Zeitschrift für Soziologie und Sozialpsychologie, 1 (1948/1949), S. 292–302
13. ↑  Geiger hatte das Manuskript dieser kritischen Zeitdiagnose kurz vor seinem plötzlichen Tod fertiggestellt. René König, der es für den Druck vorbereitete, berichtet, dass das Frankfurter Institut die Veröffentlichung um jeden Preis zu verhindern suchte, „womit es einen großen deutschen Verleger veranlasste, vertragsbrüchig zu werden.“ Die erste Ausgabe des Buches erschien dann 1960 (deutschsprachig) unter dem Titel Die Gesellschaft zwischen Pathos und Nüchternheit in einer Schriftenreihe des Universität Aarhus. Vgl. René König: Leben im Widerspruch. Versuch einer intellektuellen Biographie. München 1980, S. 193 f.
14. ↑  Siehe Theodor Geiger Gesamtausgabe (Memento vom 28. November 2011 im Internet Archive) beim Verlag Peter Lang.

| Personendaten    | Personendaten                               |
| ---------------- | ------------------------------------------- |
| NAME             | Geiger, Theodor                             |
| ALTERNATIVNAMEN  | Geiger, Theodor Julius (vollständiger Name) |
| KURZBESCHREIBUNG | deutsch-dänischer Soziologe                 |
| GEBURTSDATUM     | 9. November 1891                            |
| GEBURTSORT       | München                                     |
| STERBEDATUM      | 16. Juni 1952                               |
| STERBEORT        | auf See zwischen Kanada und Dänemark        |